# Byron (New York)
Pour les articles homonymes, voir Byron.
Byron est une ville située dans le comté de Genesee, dans l'État de New York, aux États-Unis,. En 2010, elle comptait une population de 2 369 habitants.

## Démographie
Lors du recensement de 2010, la ville comptait une population de 2 369 habitants. Elle est estimée, en 2016, à 2 294 habitants.